# 大犬座FV
大犬座FV，又名CD-23 4908，HD 54309、SAO 173002、HR 2690，是大犬座的一颗恒星，视星等为5.71，位于銀經236.01，銀緯-7.34，其B1900.0坐标为赤經7h 3m 11.7s，赤緯-23° -7.34′ 4″。